# 雜賀克英
雜賀 克英（さいが かつひで、1957年10月14日 - ）は、日本の実業家。株式会社東急コミュニティー代表取締役社長を務め、現会長。

## 人物・経歴
埼玉県出身。1980年横浜国立大学経営学部管理課卒業、東急不動産入社。2002年都市事業本部SC開発部統括部長、2006年執行役員。2011年東急コミュニティー執行役員。2012年東急コミュニティー常務執行役員。2014年東急コミュニティー取締役専務執行役員。2016年から東急コミュニティー代表取締役社長及び東急不動産ホールディングス取締役副社長（2017年より取締役執行役員）を務め、マンション管理人の人手不足への対応にあたるなどした。2022年4月より、東急コミュニティー取締役会長となる。